# Liste der Kulturdenkmäler in Hamburg-Alsterdorf
Die Liste der Kulturdenkmäler in Hamburg-Alsterdorf enthält die in der Denkmalliste ausgewiesenen Denkmäler auf dem Gebiet des Stadtteils Alsterdorf der Freien und Hansestadt Hamburg.
Basis ist der Datensatz Denkmalliste Hamburg auf dem Transparenzportal Hamburg. Dieser enthält alle Objekte, die rechtskräftig nach dem Hamburger Denkmalschutzgesetz vom 5. April 2013 unter Denkmalschutz stehen (§ 6 Abs. 1 DSchG HA) oder zumindest zeitweise standen. Die Denkmalliste steht auch als PDF-Dokument zur Verfügung. Alle Denkmäler in Alsterdorf, die schon nach dem Denkmalschutzgesetz vom 3. Dezember 1973, zuletzt geändert am 27. November 2007, unter Denkmalschutz standen, sind auch auf der Liste der Kulturdenkmäler im Hamburger Bezirk Hamburg-Nord zu finden.

## Legende
- ID: Gibt die vom Denkmalschutzamt Hamburg vergebene Objekt-ID (Identifikationsnummer) des Kulturdenkmals an, (in Klammern gegebenenfalls die Denkmalnummer nach altem Denkmalschutzgesetz).
- Adresse: Nennt den Straßennamen und, wenn vorhanden, die Hausnummer des Kulturdenkmals. Die Grundsortierung der Liste erfolgt nach dieser Adresse.
- Art: Zeigt an, ob es ein Objekt („O“) oder ein Ensemble („E“) ist.
- Datierung: Gibt die Datierung an; das Jahr der Fertigstellung bzw. den Zeitraum der Errichtung.
- Ensemble: Gibt die Nummer des Ensembles an, zu der das Objekt gehört, bzw. bei Ensembles die Nummer des Ensembles selbst.

Hinweis: Die Grundsortierung der Liste erfolgt nach der Adresse und ist alternativ nach ID, Art (Objekt oder Ensemble), Typ, Datierung, Entwurf oder Kurzbeschreibung sortierbar.

| ID           | Adresse | Art | Typ                                                                           | Kurzbeschreibung | Datierung                               | Entwurf                                                                            | Ensemble | Bild           |
| ------------ | --- | --- | ----------------------------------------------------------------------------- | --- | --------------------------------------- | ---------------------------------------------------------------------------------- | -------- | -------------- |
| 30826        | Alsterdorfer Damm 12, 14 (Lage) | E   |                                                                               | Alsterdorfer Damm 12, 14 |                                         |                                                                                    | 30826    | BW             |
| 21345        | Alsterdorfer Damm 12 (Lage) | O   | Wohnwirtschaftsgebäude (Nr. 12 Wirtschaftsteil, Nr. 14 Wohnteil); Einfriedung | | 1834 (Wohnteil); 1872 (Wirtschaftsteil) |                                                                                    | 30826    |                |
| 21346        | Alsterdorfer Damm 14 (Lage) | O   | Wohnwirtschaftsgebäude (Nr. 12 Wirtschaftsteil, Nr. 14 Wohnteil); Einfriedung | | 1834 (Wohnteil); 1872 (Wirtschaftsteil) |                                                                                    | 30826    | BW             |
| 30827        | Alsterdorfer Damm o. Nr., Brabandstraße o. Nr., Dammbrücke o. Nr. (Lage)                                                                           | E   |                                                                               | Alsterdorfer Damm / Brabandstraße |                                         |                                                                                    | 30827    |                |
| 20319 (971)  | Alsterdorfer Damm o. Nr. (Lage) | O   | Straßenbrücke                                                                 | Dammbrücke über die Alster | 1915–18                                 | Schumacher, Fritz                                                                  | 30827    |                |
| 30825        | Alsterdorfer Markt 7, 11, 13, 16, 18, o. Nr., Dorothea-Kasten-Straße 5, Sengelmannstraße 32 (Lage)                                                 | E   |                                                                               | Alsterdorfer Anstalten |                                         |                                                                                    | 30825    | BW             |
| 21348        | Alsterdorfer Markt 7 (Lage) | O   | Pflegeheim                                                                    | Pfleglingsheim Fichtenhain (Michelfelder-Haus) | 1900, um                                |                                                                                    | 30825    |                |
| 21349        | Alsterdorfer Markt 11 (Lage) | O   | Wohngebäude                                                                   | | 1863                                    |                                                                                    | 30825    |                |
| 21350        | Alsterdorfer Markt 13 (Lage) | O   | Pflegeheim                                                                    | Simon-Schöffel-Haus | 20. Jh., 1. Viertel                     |                                                                                    | 30825    |                |
| 21351        | Alsterdorfer Markt 16 (Lage) | O   | Pflegeheim                                                                    | Hentrichhaus (ehem. Deutscher Kaiser) | 1900, um                                |                                                                                    | 30825    |                |
| 21352        | Alsterdorfer Markt 18 (Lage) | O   | Küchengebäude                                                                 | | 1899, nach                              |                                                                                    | 30825    |                |
| 21353        | Alsterdorfer Markt o. Nr. (Lage) | O   | Denkmalanlage                                                                 | | 1933, vermutl.                          |                                                                                    | 30825    | BW             |
| 30791        | Alsterdorfer Straße 175, 177, 179, 181, 183, 185, 187, 189, 191, 193, 195, 197, 199, 201, 203, 205, Wilhelm-Metzger-Straße 2, Wolffsonweg 1 (Lage) | E   |                                                                               | Siedlung Alsterdorfer Straße / Wilhelm-Metzger-Straße / Wolffsonweg |                                         |                                                                                    | 30791    | BW             |
| 21354        | Alsterdorfer Straße 175 (Lage) | O   | Siedlungsbau                                                                  | | 1927/29                                 | Steineke, Friedrich/Voth, Johannes                                                 | 30791    |                |
| 21355        | Alsterdorfer Straße 177 (Lage) | O   | Siedlungsbau                                                                  | | 1927/29                                 | Steineke, Friedrich/Voth, Johannes                                                 | 30791    | BW             |
| 21356        | Alsterdorfer Straße 179 (Lage) | O   | Siedlungsbau                                                                  | | 1927/29                                 | Steineke, Friedrich/Voth, Johannes                                                 | 30791    | BW             |
| 21357        | Alsterdorfer Straße 181 (Lage) | O   | Siedlungsbau                                                                  | | 1927/29                                 | Steineke, Friedrich/Voth, Johannes                                                 | 30791    | BW             |
| 21358        | Alsterdorfer Straße 183 (Lage) | O   | Siedlungsbau                                                                  | | 1927/29                                 | Steineke, Friedrich/Voth, Johannes                                                 | 30791    | BW             |
| 21359        | Alsterdorfer Straße 185 (Lage) | O   | Siedlungsbau                                                                  | | 1927/29                                 | Steineke, Friedrich/Voth, Johannes                                                 | 30791    | BW             |
| 21297        | Alsterdorfer Straße 187 (Lage) | O   | Siedlungsbau                                                                  | | 1927/29                                 | Steineke, Friedrich/Voth, Johannes                                                 | 30791    | BW             |
| 21060        | Alsterdorfer Straße 189 (Lage) | O   | Siedlungsbau                                                                  | | 1927/29                                 | Steineke, Friedrich/Voth, Johannes                                                 | 30791    | BW             |
| 21061        | Alsterdorfer Straße 191 (Lage) | O   | Siedlungsbau                                                                  | | 1927/29                                 | Steineke, Friedrich/Voth, Johannes                                                 | 30791    | BW             |
| 21062        | Alsterdorfer Straße 193 (Lage) | O   | Siedlungsbau                                                                  | | 1927/29                                 | Steineke, Friedrich/Voth, Johannes                                                 | 30791    | BW             |
| 21063        | Alsterdorfer Straße 195 (Lage) | O   | Siedlungsbau                                                                  | | 1927/29                                 | Steineke, Friedrich/Voth, Johannes                                                 | 30791    | BW             |
| 21064        | Alsterdorfer Straße 197 (Lage) | O   | Siedlungsbau                                                                  | | 1927/29                                 | Steineke, Friedrich/Voth, Johannes                                                 | 30791    | BW             |
| 21065        | Alsterdorfer Straße 199 (Lage) | O   | Siedlungsbau                                                                  | | 1927/29                                 | Steineke, Friedrich/Voth, Johannes                                                 | 30791    | BW             |
| 21066        | Alsterdorfer Straße 201 (Lage) | O   | Siedlungsbau                                                                  | | 1927/29                                 | Steineke, Friedrich/Voth, Johannes                                                 | 30791    | BW             |
| 21067        | Alsterdorfer Straße 203 (Lage) | O   | Siedlungsbau                                                                  | | 1927/29                                 | Steineke, Friedrich/Voth, Johannes                                                 | 30791    | BW             |
| 21068        | Alsterdorfer Straße 205 (Lage) | O   | Siedlungsbau                                                                  | | 1927/29                                 | Steineke, Friedrich/Voth, Johannes                                                 | 30791    | BW             |
| 30792        | Alsterdorfer Straße 253, Carl-Cohn-Straße 60, 62, 64 (Lage)                                                                                        | E   |                                                                               | Siedlung Alsterdorfer Straße / Carl-Cohn-Straße |                                         |                                                                                    | 30792    |                |
| 21069 (946)  | Alsterdorfer Straße 253 (Lage) | O   | Siedlungsbau                                                                  | | 1928/29                                 | Plötz, Carl                                                                        | 30792    | BW             |
| 30793        | Alsterdorfer Straße 301, Bebelallee 154, 156, 156a (Lage)                                                                                          | E   |                                                                               | Bebelallee 154, 156, 156a, Alsterdorfer Straße 301 |                                         |                                                                                    | 30793    | BW             |
| 21070        | Alsterdorfer Straße 301 (Lage) | O   | Gemeindehaus                                                                  | | 1959                                    | Schlote, Henry                                                                     | 30793    | BW             |
| 30794        | Alsterdorfer Straße 466, 468, 470, 470a, 472, 474, 476, 478, 480, 482, 482a, Bodelschwinghstraße 13, 15 (Lage)                                     | E   |                                                                               | Siedlung Alsterdorfer Straße / Bodelschwinghstraße |                                         |                                                                                    | 30794    |                |
| 21071        | Alsterdorfer Straße 466 (Lage) | O   | Siedlungsbau                                                                  | | 1928/29                                 | Wagner, Richard                                                                    | 30794    |                |
| 21072        | Alsterdorfer Straße 468 (Lage) | O   | Siedlungsbau                                                                  | | 1928/29                                 | Wagner, Richard                                                                    | 30794    |                |
| 21073        | Alsterdorfer Straße 470 (Lage) | O   | Siedlungsbau                                                                  | | 1928/29                                 | Wagner, Richard                                                                    | 30794    |                |
| 21074        | Alsterdorfer Straße 470a (Lage) | O   | Siedlungsbau                                                                  | | 1928/29                                 | Wagner, Richard                                                                    | 30794    | BW             |
| 21075        | Alsterdorfer Straße 472 (Lage) | O   | Siedlungsbau                                                                  | | 1928/29                                 | Wagner, Richard                                                                    | 30794    | BW             |
| 21076        | Alsterdorfer Straße 474 (Lage) | O   | Siedlungsbau                                                                  | | 1928/29                                 | Wagner, Richard                                                                    | 30794    | BW             |
| 21077        | Alsterdorfer Straße 476 (Lage) | O   | Siedlungsbau                                                                  | | 1928/29                                 | Wagner, Richard                                                                    | 30794    | BW             |
| 21078        | Alsterdorfer Straße 478 (Lage) | O   | Siedlungsbau                                                                  | | 1928/29                                 | Wagner, Richard                                                                    | 30794    | BW             |
| 21079        | Alsterdorfer Straße 480 (Lage) | O   | Siedlungsbau                                                                  | | 1928/29                                 | Wagner, Richard                                                                    | 30794    | BW             |
| 21080        | Alsterdorfer Straße 482 (Lage) | O   | Siedlungsbau                                                                  | | 1928/29                                 | Wagner, Richard                                                                    | 30794    | BW             |
| 21081        | Alsterdorfer Straße 482a (Lage) | O   | Siedlungsbau                                                                  | | 1928/29                                 | Wagner, Richard                                                                    | 30794    | BW             |
| 29593 (623)  | Alsterdorfer Straße 523 (Lage) | O   | Krematorium                                                                   | Altes Krematorium in Alsterdorf, Gesamtanlage mit dem ehem. Krematorium, einem Erweiterungsbau, der Gartenanlage einschließlich einiger Grabmäler sowie dem mausoleumartigen Columbarium, der Treppenanlage und der Einfriedung | 1890/91; 1911 (Erweiterung)             | Dorn, Ernst Paul; Bahre, Ricardo (Erweiterung)                                     |          | weitere Bilder |
| 21082        | Alsterdorfer Straße o. Nr. (Lage) | O   | Bahnbrücke (Güterbahn)                                                        | Brücke der Güterumgehungsbahn über die Alsterdorfer Straße | 1902, ab                                |                                                                                    |          |                |
| 21083        | Alsterdorfer Straße o. Nr. (Lage) | O   | Bahnbrücke (U-Bahn)                                                           | Brücke der U-Bahn-Linie U1 über die Alsterdorfer Straße | 1914                                    |                                                                                    |          |                |
| 29618        | Alsterkanal im Abschnitt zwischen Fuhlsbütteler Schleuse und Krugkoppelbrücke:, U-Bahnhof Klosterstern                                             | O   | Kanal; Ufermauern                                                             | Alsterkanal im Abschnitt zwischen Fuhlsbütteler Schleuse und Krugkoppelbrücke mit Ausnahme der Abschnitte Al-13, Al-49 und Al-51                                                                                                | 20. Jh., Anfang                         |                                                                                    |          |                |
| 30796        | Alsterkrugchaussee 184, 186, 188, 190, Kugelfang 2, 4, 6, 8, 10, 12, 14, 16, 18, 20, 22, 24, 26, Wilhelm-Metzger-Straße 32, 34 (Lage)              | E   |                                                                               | Alsterkrugchaussee / Kugelfang / Wilhelm-Metzger-Straße |                                         |                                                                                    | 30796    | BW             |
| 21084 (1600) | Alsterkrugchaussee 184 (Lage) | O   | Einfamilienreihenhaus                                                         | | 1937                                    | Wegner, Willy                                                                      | 30796    | BW             |
| 21085        | Alsterkrugchaussee 186 (Lage) | O   | Einfamilienreihenhaus                                                         | | 1925, um                                |                                                                                    | 30796    | BW             |
| 21298        | Alsterkrugchaussee 188 (Lage) | O   | Einfamilienreihenhaus                                                         | | 1925/26                                 | Meltz, Alfred                                                                      | 30796    | BW             |
| 21299        | Alsterkrugchaussee 190 (Lage) | O   | Einfamilienreihenhaus                                                         | | 1925/26                                 | Meltz, Alfred                                                                      | 30796    | BW             |
| 21301        | Alsterkrugchaussee 288 (Lage) | O   | Feuerwache                                                                    | Feuerwache Alsterdorf | 1913/15                                 | Schumacher, Fritz                                                                  |          | weitere Bilder |
| 30828        | Alsterkrugchaussee 418, 420, 422, 424, 426, 428, 430, 432, 434, 436, 438, 440, 442 (Lage)                                                          | E   |                                                                               | Siedlung Alsterkrugchaussee 418–442 |                                         |                                                                                    | 30828    | BW             |
| 21302 (792)  | Alsterkrugchaussee 418 (Lage) | O   | Siedlungsbau                                                                  | | 1926/30                                 | Klophaus & Schoch (Klophaus, Rudolf/Schoch, August)                                | 30828    |                |
| 21303 (792)  | Alsterkrugchaussee 420 (Lage) | O   | Siedlungsbau                                                                  | | 1926/30                                 | Klophaus & Schoch (Klophaus, Rudolf/Schoch, August)                                | 30828    |                |
| 21304 (792)  | Alsterkrugchaussee 422 (Lage) | O   | Siedlungsbau                                                                  | | 1926/30                                 | Klophaus & Schoch (Klophaus, Rudolf/Schoch, August)                                | 30828    | BW             |
| 21305 (792)  | Alsterkrugchaussee 424 (Lage) | O   | Siedlungsbau                                                                  | | 1926/30                                 | Klophaus & Schoch (Klophaus, Rudolf/Schoch, August)                                | 30828    | BW             |
| 21306 (792)  | Alsterkrugchaussee 426 (Lage) | O   | Siedlungsbau                                                                  | | 1926/30                                 | Klophaus & Schoch (Klophaus, Rudolf/Schoch, August)                                | 30828    | BW             |
| 21307 (792)  | Alsterkrugchaussee 428 (Lage) | O   | Siedlungsbau                                                                  | | 1926/30                                 | Klophaus & Schoch (Klophaus, Rudolf/Schoch, August)                                | 30828    | BW             |
| 21308 (792)  | Alsterkrugchaussee 430 (Lage) | O   | Siedlungsbau                                                                  | | 1926/30                                 | Klophaus & Schoch (Klophaus, Rudolf/Schoch, August)                                | 30828    | BW             |
| 21309 (792)  | Alsterkrugchaussee 432 (Lage) | O   | Siedlungsbau                                                                  | | 1926/30                                 | Klophaus & Schoch (Klophaus, Rudolf/Schoch, August)                                | 30828    | BW             |
| 21360 (792)  | Alsterkrugchaussee 434 (Lage) | O   | Siedlungsbau                                                                  | | 1926/30                                 | Klophaus & Schoch (Klophaus, Rudolf/Schoch, August)                                | 30828    | BW             |
| 21361 (792)  | Alsterkrugchaussee 436 (Lage) | O   | Siedlungsbau                                                                  | | 1926/30                                 | Klophaus & Schoch (Klophaus, Rudolf/Schoch, August)                                | 30828    | BW             |
| 21362 (792)  | Alsterkrugchaussee 438 (Lage) | O   | Siedlungsbau                                                                  | | 1926/30                                 | Klophaus & Schoch (Klophaus, Rudolf/Schoch, August)                                | 30828    | BW             |
| 21363 (792)  | Alsterkrugchaussee 440 (Lage) | O   | Siedlungsbau                                                                  | | 1926/30                                 | Klophaus & Schoch (Klophaus, Rudolf/Schoch, August)                                | 30828    | BW             |
| 21364 (792)  | Alsterkrugchaussee 442 (Lage) | O   | Siedlungsbau                                                                  | | 1926/30                                 | Klophaus & Schoch (Klophaus, Rudolf/Schoch, August)                                | 30828    | BW             |
| 30795        | Alsterkrugchaussee zwischen Nr. 262 und Nr. 268, Skagerrakbrücke o. Nr. (Lage)                                                                     | E   |                                                                               | Alsterkanal, Gestaltung Ostufer |                                         |                                                                                    | 30795    | BW             |
| 21300        | Alsterkrugchaussee zwischen Nr. 262 und Nr. 268 (Lage)                                                                                             | O   | Park; Uferbefestigung                                                         | Alsterkrüger Kehre | 1914, ab                                | Schumacher, Fritz/Sperber, Ferdinand                                               | 30795    | BW             |
| 21365        | Alsterkrüger Kehre 3 (Lage) | O   | Villa                                                                         | | 1953                                    | Schlicht-Canuel, Heinz                                                             |          | BW             |
| 30829        | Bebelallee 72, 74, 76, 78, 79, 80, 81, Wolffsonweg 12a, 14, 14a (Lage)                                                                             | E   |                                                                               | Bebelallee / Wolffsonweg |                                         |                                                                                    | 30829    | BW             |
| 21366        | Bebelallee 72 (Lage) | O   | Villa                                                                         | | 1920er Jahre                            |                                                                                    | 30829    | BW             |
| 21367        | Bebelallee 74 (Lage) | O   | Villa                                                                         | | 1923/24                                 | Svane, E.                                                                          | 30829    | BW             |
| 21368        | Bebelallee 76 (Lage) | O   | Villa                                                                         | | 1924                                    | Dotzauer, Franz                                                                    | 30829    | BW             |
| 21369        | Bebelallee 78 (Lage) | O   | Villa                                                                         | | 1950/51                                 | Paradowski, Otto                                                                   | 30829    | BW             |
| 21370        | Bebelallee 79 (Lage) | O   | Villa                                                                         | | 1935                                    | Puls & Richter (Puls, Alfred/Richter, Emil)                                        | 30829    | BW             |
| 21371        | Bebelallee 80 (Lage) | O   | Villa                                                                         | | 1924                                    | Klophaus & Schoch (Klophaus, Rudolf/Schoch, August)                                | 30829    | BW             |
| 21372        | Bebelallee 81 (Lage) | O   | Villa                                                                         | | 1938                                    | Ram, Alex                                                                          | 30829    | BW             |
| 30830        | Bebelallee 141, 143 (Lage) | E   |                                                                               | Bebelallee 141–143 |                                         |                                                                                    | 30830    | BW             |
| 21373        | Bebelallee 141 (Lage) | O   | Villa                                                                         | | 1922                                    | Elingius, Erich                                                                    | 30830    | BW             |
| 20312        | Bebelallee 143 (Lage) | O   | Villa                                                                         | | 1937                                    | Hinsch, Walther                                                                    | 30830    | BW             |
| 20313        | Bebelallee 154 (Lage) | O   | Kirchengebäude; Kirchturm                                                     | Martin-Luther-Kirche | 1959                                    | Schlote, Henry                                                                     | 30793    | weitere Bilder |
| 20314        | Bebelallee 154 (Lage) | O   | Pastorat                                                                      | | 1959                                    | Schlote, Henry                                                                     | 30793    | BW             |
| 20316        | Bebelallee 156 (Lage) | O   | Gemeindehaus                                                                  | | 1959                                    | Schlote, Henry                                                                     | 30793    | BW             |
| 20315        | Bebelallee 156a (Lage) | O   | Kindergarten                                                                  | | 1959                                    | Schlote, Henry                                                                     | 30793    | BW             |
| 20317        | Bodelschwinghstraße 13 (Lage) | O   | Siedlungsbau                                                                  | | 1928/29                                 | Wagner, Richard                                                                    | 30794    | BW             |
| 20318        | Bodelschwinghstraße 15 (Lage) | O   | Siedlungsbau                                                                  | | 1928/29                                 | Wagner, Richard                                                                    | 30794    | BW             |
| 30831        | Brabandstraße 1, 2, 3 (Lage) | E   |                                                                               | Brabandstraße 1–3 |                                         |                                                                                    | 30831    | BW             |
| 20320 (1011) | Brabandstraße 1, 2 (Lage) | O   | Doppelwohnhaus                                                                | Landhaus Höger | 1926/27                                 | Höger, Hermann                                                                     | 30831    |                |
| 20321 (1011) | Brabandstraße 3 (Lage) | O   | Villa, Zweifamilienhaus                                                       | | 1929                                    | Schäfer, J. A.                                                                     | 30831    |                |
| 20322        | Brabandstraße 13 (Lage) | O   | Villa                                                                         | | 1927                                    | Block & Hochfeld (Block, Fritz/Hochfeld, Ernst)                                    |          | BW             |
| 20319 (971)  | Brabandstraße o. Nr. (Lage) | O   | Straßenbrücke                                                                 | Dammbrücke über die Alster | 1915–18                                 | Schumacher, Fritz                                                                  | 30827    | BW             |
| 20324 (946)  | Carl-Cohn-Straße 60 (Lage) | O   | Siedlungsbau                                                                  | | 1928/29                                 | Plötz, Carl                                                                        | 30792    | BW             |
| 20323 (946)  | Carl-Cohn-Straße 62 (Lage) | O   | Siedlungsbau                                                                  | | 1928/29                                 | Plötz, Carl                                                                        | 30792    | BW             |
| 20325 (946)  | Carl-Cohn-Straße 64 (Lage) | O   | Siedlungsbau                                                                  | | 1928/29                                 | Plötz, Carl                                                                        | 30792    | BW             |
| 21374        | Carl-Cohn-Straße o. Nr. (Lage) | O   | Bahnbrücke (U-Bahn)                                                           | Brücke der U-Bahn-Linie U1 über die Carl-Cohn-Straße | 1914                                    |                                                                                    |          | BW             |
| 20319        | Dammbrücke o. Nr. (Lage) | O   | Straßenbrücke                                                                 | Dammbrücke über die Alster | 1915–18                                 | Schumacher, Fritz                                                                  | 30827    | BW             |
| 21376        | Dorothea-Kasten-Straße 5 (Lage) | O   | Kirchengebäude                                                                | St. Nicolaus-Kirche | 1889                                    | Otte, Gustav                                                                       | 30825    |                |
| 30832        | Heilholtkamp 6, 8, 14, 16 (Lage) | E   |                                                                               | Heilholtkamp 6–8, 14–16 |                                         |                                                                                    | 30832    | BW             |
| 21379        | Heilholtkamp 6 (Lage) | O   | Siedlungsbau                                                                  | | 1926/27                                 | Wilkening, Hans                                                                    | 30832    | BW             |
| 21380        | Heilholtkamp 8 (Lage) | O   | Siedlungsbau                                                                  | | 1926/27                                 | Wilkening, Hans                                                                    | 30832    | BW             |
| 21381        | Heilholtkamp 14 (Lage) | O   | Siedlungsbau                                                                  | | 1926/27                                 | Wilkening, Hans                                                                    | 30832    | BW             |
| 21382        | Heilholtkamp 16 (Lage) | O   | Siedlungsbau                                                                  | | 1926/27                                 | Wilkening, Hans                                                                    | 30832    | BW             |
| 21384        | Höhenstieg 5 (Lage) | O   | Kindertagesstätte                                                             | | 1963                                    | Schöne, Hermann/Schudnagies, Günther                                               |          | BW             |
| 29595        | Kirschenstieg 10 (Lage) | O   | Einfamilienhaus (mit Garage (Anbau)); Einfriedung                             | Kirschenstieg 10, Wohnhaus mit Einfriedigung | 1929                                    | Schneider, Karl                                                                    |          | BW             |
| 21385        | Kugelfang 2 (Lage) | O   | Einfamilienhaus                                                               | | 1936/37                                 | Wegner, Willy                                                                      | 30796    | BW             |
| 21386        | Kugelfang 4, 6 (Lage) | O   | Doppelwohnhaus, Einfamilienhaus                                               | | 1934/35                                 | Wegner, Willy                                                                      | 30796    | BW             |
| 21387 (1600) | Kugelfang 8, 10 (Lage) | O   | Doppelwohnhaus, Einfamilienhaus                                               | | 1936/37                                 | Wegner, Willy                                                                      | 30796    |                |
| 21388        | Kugelfang 12 (Lage) | O   | Einfamilienhaus                                                               | | 1936/37                                 | Wegner, Willy                                                                      | 30796    | BW             |
| 21389        | Kugelfang 14 (Lage) | O   | Einfamilienhaus                                                               | | 1936                                    | Wegner, Willy                                                                      | 30796    | BW             |
| 21390        | Kugelfang 16 (Lage) | O   | Einfamilienhaus                                                               | | 1937                                    | Wegner, Willy                                                                      | 30796    | BW             |
| 21391        | Kugelfang 18 (Lage) | O   | Einfamilienhaus                                                               | | 1937                                    | Wegner, Willy                                                                      | 30796    | BW             |
| 21392        | Kugelfang 20, 22 (Lage) | O   | Doppelwohnhaus, Einfamilienhaus                                               | | 1937–39                                 | Wegner, Willy                                                                      | 30796    | BW             |
| 21393 (1600) | Kugelfang 24, 26 (Lage) | O   | Doppelwohnhaus, Einfamilienhaus                                               | | 1938/39                                 | Wegner, Willy                                                                      | 30796    | BW             |
| 30716        | Meenkbrücke o. Nr., Meenkwiese o. Nr., nördlich der Meenckwiese und der Meenckbrücke (Lage)                                                        | E   |                                                                               | Umgebung Meenkbrücke |                                         |                                                                                    | 30716    | BW             |
| 23295        | Meenkwiese nördlich der Meenckwiese und der Meenckbrücke (Lage)                                                                                    | O   | Bahnbrücke (Güterbahn)                                                        | Brücke der Güterumgehungsbahn über die Alster | 20. Jh., Anfang                         |                                                                                    | 30716    | BW             |
| 29596        | Rathenaustraße 21 (Lage) | O   | Villa                                                                         | Rathenaustraße 21, Haus und Einfriedung | 1922                                    | Kuball & Kölling                                                                   |          | BW             |
| 23294        | Salomon-Heine-Weg o. Nr. (Lage) | O   | Bahnbrücke (Güterbahn)                                                        | Brücke der Güterumgehungsbahn über den Eppendorfer Mühlenteich und Salomon-Heine-Weg | 20. Jh., Anfang                         |                                                                                    |          | BW             |
| 21394        | Sengelmannstraße 32 (Lage) | O   | Dienstwohngebäude (Beamtenwohnhaus)                                           | | 1890, um                                |                                                                                    | 30825    |                |
| 30833        | Sengelmannstraße 169, 171, 173, 175, 177, 179, 181, 183, 185 (Lage)                                                                                | E   |                                                                               | Siedlung Sengelmannstraße |                                         |                                                                                    | 30833    |                |
| 21395 (793)  | Sengelmannstraße 169 (Lage) | O   | Siedlungsbau                                                                  | | 1930/31                                 | Klophaus, Schoch, zu Putlitz (Klophaus, Rudolf/Schoch, August/zu Putlitz, Erich)   | 30833    | BW             |
| 21396 (793)  | Sengelmannstraße 171 (Lage) | O   | Siedlungsbau                                                                  | | 1930/31                                 | Klophaus & Schoch (Klophaus, Rudolf/Schoch, August)                                | 30833    | BW             |
| 21397 (793)  | Sengelmannstraße 173 (Lage) | O   | Siedlungsbau                                                                  | | 1930/31                                 | Klophaus & Schoch (Klophaus, Rudolf/Schoch, August)                                | 30833    | BW             |
| 21398 (793)  | Sengelmannstraße 175 (Lage) | O   | Siedlungsbau                                                                  | | 1930/31                                 | Klophaus & Schoch (Klophaus, Rudolf/Schoch, August)                                | 30833    | BW             |
| 21399 (793)  | Sengelmannstraße 177 (Lage) | O   | Siedlungsbau                                                                  | | 1930/31                                 | Klophaus & Schoch (Klophaus, Rudolf/Schoch, August)                                | 30833    | BW             |
| 21400 (793)  | Sengelmannstraße 179 (Lage) | O   | Siedlungsbau                                                                  | | 1930/31                                 | Klophaus & Schoch (Klophaus, Rudolf/Schoch, August)                                | 30833    | BW             |
| 21401 (793)  | Sengelmannstraße 181 (Lage) | O   | Siedlungsbau                                                                  | | 1930/31                                 | Klophaus & Schoch (Klophaus, Rudolf/Schoch, August)                                | 30833    | BW             |
| 21402 (793)  | Sengelmannstraße 183 (Lage) | O   | Siedlungsbau                                                                  | | 1930/31                                 | Klophaus & Schoch (Klophaus, Rudolf/Schoch, August)                                | 30833    | BW             |
| 21403 (793)  | Sengelmannstraße 185 (Lage) | O   | Siedlungsbau                                                                  | | 1930/31                                 | Klophaus & Schoch (Klophaus, Rudolf/Schoch, August)                                | 30833    | BW             |
| 21378        | Sengelmannstraße o. Nr. (Lage) | O   | Bahnbrücke (U-Bahn/Güterbahn)                                                 | Brücke der U-Bahn-Linie U1 und der Güterumgehungsbahn über die Sengelmannstraße | 1902, ab                                |                                                                                    |          | BW             |
| 21404        | Sengelmannstraße o. Nr. (Lage) | O   | Bahnbrücke (Güterbahn)                                                        | Brücke der U-Bahn-Linie U1 und der Güterumgehungsbahn über die Sengelmannstraße | 1902, ab                                |                                                                                    |          | BW             |
| 21405        | Skagerrakbrücke o. Nr. (Lage) | O   | Straßenbrücke                                                                 | Skagerrakbrücke | 1985, um                                |                                                                                    | 30795    | BW             |
| 21406        | Wilhelm-Metzger-Straße 2 (Lage) | O   | Siedlungsbau                                                                  | | 1927/29                                 | Steineke, Friedrich/Voth, Johannes                                                 | 30791    | BW             |
| 29597        | Wilhelm-Metzger-Straße 4 (Lage) | O   | Schulanlage                                                                   | Heilwig-Gymnasium, Schulanlage mit Eingangsbau, Aula, Fachklassentrakten, Turnhalle, Nebengebäuden | 1966                                    |                                                                                    |          | weitere Bilder |
| 21407        | Wilhelm-Metzger-Straße 32 (Lage) | O   | Einfamilienhaus                                                               | | 1936                                    | Wegner, Willy                                                                      | 30796    | BW             |
| 21408        | Wilhelm-Metzger-Straße 34 (Lage) | O   | Einfamilienhaus                                                               | | 1936                                    | Wegner, Willy                                                                      | 30796    | BW             |
| 21409        | Wolffsonweg 1 (Lage) | O   | Siedlungsbau                                                                  | | 1927/29                                 | Steineke, Friedrich/Voth, Johannes                                                 | 30791    | BW             |
| 21410        | Wolffsonweg 12a (Lage) | O   | Einfamilienhaus                                                               | | 1933                                    | Block & Hochfeld (Block, Fritz/Hochfeld, Ernst)                                    | 30829    | BW             |
| 21411        | Wolffsonweg 14 (Lage) | O   | Villa                                                                         | | 1926                                    | Geißler & Wilkening (Geißler, Hermann/Wilkening, Otto); Kuöhl, Richard (Bildwerke) | 30829    |                |
| 21412        | Wolffsonweg 14a (Lage) | O   | Villa                                                                         | | 1926                                    | Geißler & Wilkening (Geißler, Hermann/Wilkening, Otto); Kuöhl, Richard (Bildwerke) | 30829    | BW             |